# Jedwabne (plaats)
Jedwabne is een stad in het Poolse woiwodschap Podlachië, gelegen in de powiat Łomżyński. De oppervlakte bedraagt 11,47 km², het inwonertal 1935 (2005).

## Geschiedenis
De eerste schriftelijke vermelding van Jedwabne is uit het jaar 1455. Jedwabne kreeg in 1736 stadsrechten. Bij de derde Poolse deling kwam de stad bij Pruisen. In 1807 werd de stad onderdeel van het Groothertogdom Warschau en vanaf 1815 bij Congres-Polen. In 1866 verloor Jedwabne de stadsrechten, die het in echter in 1927 terugkreeg. In de Eerste Wereldoorlog werd Jedwabne in 1915 voor 70 procent verwoest.
Na de Sovjet-invasie van Oost-Polen aan het begin van de Tweede Wereldoorlog, als gevolg van het Duits-Russische Molotov-Ribbentroppact, werd tussen eind 1939 en juni 1941 een golf van anti-Poolse repressie uitgevoerd door het Russische leger. In 1940 telde het stadje 3.985 inwoners, waarvan 3.670 etnische Polen, 250 Joden en 65 Wit-Russen. De Russen voerden een wrede politiek van 'russificering' van Oost-Polen. Een aantal Polen in Jedwabne werd samen met hun familie gearresteerd door de Russische NKVD en op transport gesteld naar Siberië.
In 1941 volgde de overname van Jedwabne door nazi-Duitsland, als gevolg van de grootschalige aanval van Hitler op de voormalige handlanger, de Sovjet-Unie (zie Operatie Barbarossa). Al snel na deze Duitse overname vond op 10 juli 1941 in Jedwabne een pogrom op de Joodse inwoners plaats. Eerst vermoordden lokale Polen zo'n 40 tot 50 Joodse mannen in een schuur. Later op de dag werd een groep van zo'n 300 Joodse inwoners (mannen, vrouwen en kinderen) in de schuur van Jedwabner Bronisław Śleszyński opgesloten. De schuur werd in brand gestoken door een paar Poolse mannen (die na de oorlog in Polen berecht werden) in aanwezigheid van de nazi's, die zich volgens verslagen beperkten tot het fotograferen van het tafereel. Volgens ooggetuigen installeerden de Duitsers de volgende dag (11 juli 1941) een getto in Jedwabne, waarin 100 tot 130 Joden moesten verblijven. De Duitsers transporteerden hen in november 1941 naar het getto in Łomża, alwaar ze werden doorgestuurd naar het vernietigingskamp in Treblinka.
Na de oorlog werd in Jedwabne een monument opgericht ter nagedachtenis aan deze tragische gebeurtenis en de slachtoffers. Volgens het opschrift werd nazi-Duitsland verantwoordelijk gehouden voor de pogrom. Sommige Poolse inwoners van Jedwabne, die instrumenteel geweest waren bij de uitvoering van de moordpartij, werden berecht als oorlogsmisdadigers.
In 2001 publiceerde de Amerikaanse socioloog J.T. Gross, zelf van Pools-Joodse afkomst, een boek met de titel Neighbours ('Buren') waarin hij aantoonde dat Polen uit Jedwabne en omliggende dorpen de Joodse meerderheid van het dorp uitroeiden. Hij stelde het aantal gedode Joodse inwoners van Jedwabne op 1200. Ook stelde hij de door hem geschetste situatie voor als kenmerkend voor de houding van 'Polen' (land en/of volk) tegenover zijn Joodse bevolking tijdens de Tweede Wereldoorlog. Deze publicatie leidde tot veel controverse in de media en tot een uitgebreid historisch onderzoek door het Poolse wetenschappelijk bureau IPN, waarin onder andere claims van Gross betwist werden. Ander historisch onderzoek toonde een Duitse propagandatactiek in de eerste weken van Operatie Barbarossa, waarbij antisemieten onder de lokale bevolking werden geworven om bij te dragen aan de vervolging van Joden, met het doel om in het publieke oog de gehele lokale bevolking daarvoor verantwoordelijk te stellen.